# Herrerasauria
Hererasauria je jedna z nejstarších skupin dinosaurů, neboť se její zástupci prokazatelně objevují již v období před 233 miliony let (v pozdním triasu).

## Charakteristika
Byli to obvykle menší až středně velcí dravci (délka těla 2 až 6 metrů), kteří zcela vyhynuli již na konci období triasu. Poprvé byli objeveni v 60. letech 20. století v Jižní Americe a nejlepší jejich nálezy pocházejí právě odtud (Argentina, Brazílie). Téměř kompletní kostra druhu Herrerasaurus ischigualastensis byla například objevena v roce 1988 v argentinském souvrství Ischigualasto. Méně zachovalí jedinci však byli objeveni také v Severní Americe a je možné, že obývali i jiné kontinenty. Nejstarším dnes známým zástupcem je brazilský druh Staurikosaurus pricei a Gnathovorax cabreirai, známý ze sedimentů geologického souvrství Santa Maria o stáří 233,2 milionu let.

## Systematika
Některé jejich anatomické znaky na lebce a končetinách jsou ještě velmi primitivní, proto není jisté, zda je oprávněné řadit je již k teropodním dinosaurům (mohli představovat pouze vedlejší příbuznou vývojovou linii). to potvrzují i novější studie, podle kterých jsou herrerasauři pouze sesterskou vývojovou skupinou skutečných dinosaurů. Patří sem celkem čtyři rody primitivních triasových dinosaurů či dinosauromorfů.

## Taxonomie
- Řád: Saurischia
  - ?Podřád Theropoda
  - Infrařád Herrerasauria
    - Čeleď Staurikosauridae
      - Staurikosaurus

    - Čeleď Herrerasauridae
      -  ?Caseosaurus
      - Chindesaurus
      - Gnathovorax
      - Herrerasaurus
      -  ?Maleriraptor